# Noel Peyton
Noel Peyton (Dublino, 4 dicembre 1935 – Leeds, 26 dicembre 2023) è stato un calciatore irlandese, di ruolo centrocampista.

## Carriera

### Club
Peyton esordì tra i professionisti nel 1952, all'età di 17 anni, con gli Shamrock Rovers, uno dei principali club irlandesi (nonché il più titolato del Paese); rimase in squadra per cinque anni, fino al 1958, segnandovi in totale 24 gol in 79 presenze in incontri di campionato e giocando anche 2 partite in Coppa dei Campioni, competizione nata proprio in quegli anni. Durante la sua permanenza in squadra conquistò inoltre complessivamente 10 trofei, di cui 7 nazionali (2 campionati, 2 coppe nazionali irlandesi e 3 supercoppe irlandesi).
Nel 1958 venne ceduto per 5000 sterline al Leeds Utd, club della seconda divisione inglese, con il quale giocò per i successivi cinque anni segnando in totale 20 reti in 117 partite ufficiali (tra cui 17 reti in 105 partite di campionato). Passò quindi per 4000 sterline allo York City, con cui trascorse due stagioni (con complessive 37 presenze e 4 reti) nella terza divisione inglese; si ritirò infine nel 1967, dopo un biennio trascorso giocando nei semiprofessionisti inglesi del Barnstaple Town.

### Nazionale
Tra il 1956 ed il 1963 ha giocato in totale 6 partite con la nazionale irlandese, senza mai segnare.

## Palmarès

### Club

#### Competizioni nazionali
- Campionato irlandese: 2

Shamrock Rovers: 1953-1954, 1956-1957
- Coppa d'Irlanda: 2

Shamrock Rovers: 1955, 1956
- League of Ireland Shield: 3

Shamrock Rovers: 1954-1955, 1955-1956, 1956-1957

#### Competizioni regionali
- Leinster Senior Cup: 2

Shamrock Rovers: 1956, 1957
- Dublin City Cup: 1

Shamrock Rovers: 1956-1957